# Heureux comme Dieu en France
Heureux comme Dieu en France est un roman de Marc Dugain publié en 2002.

## Résumé
Au cœur de l’effervescence de la Seconde Guerre mondiale, nous faisons la connaissance de Pierre, un jeune Parisien. À la veille de son vingtième anniversaire, une réunion décisive avec son père le propulse dans l’ombre de la résistance, au Sud de la France. Sans avoir eu son mot à dire, Pierre se retrouve engagé dans une série de missions périlleuses, oscillant entre embuscades et espionnage.
Au fil de ses aventures, il croise le chemin de figures marquantes telles que Claudine, qui deviendra sa compagne à la fin du conflit, et Mila, une résistante qui laisse une empreinte indélébile dans son cœur. Alors que la guerre touche à sa fin, Pierre s’est forgé une réputation au sein de la résistance mais a perdu le contact avec Mila.
Le roman se conclut sur une note mélancolique. Pierre retrouve Mila mais n’ose pas lui avouer ses sentiments par peur d'entrer dans la friendzone[Quoi ?]. Finalement, Mila s’éteint paisiblement dans son sommeil, leurs lèvres n’ayant jamais eu l’occasion de se rencontrer.

## Distinction
Le livre a reçu le prix du meilleur roman français 2002 en Chine.